# روبرتو د زربی
روبرتو د زربی (ایتالیایی: Roberto De Zerbi؛ زادهٔ ۶ ژوئن ۱۹۷۹) بازیکن سابق و سرمربی کنونی فوتبال اهل ایتالیا است. وی هم اکنون هدایت باشگاه فوتبال المپیک مارسی را برعهده دارد.

## باشگاهی
از باشگاه‌هایی که در آن بازی کرده‌است می‌توان به میلان، مونزا، پادوا، آولینو، سالرنیتانا، فوجا، کاتانیا، ناپولی، برشا و سی‌اف‌آر کلوژ اشاره کرد.

## مربی‌گری
آغاز سرمربی‌گری حرفه‌ای روبرتو د زربی در فوجای ایتالیا و پس از کسب تجربه‌ی یک‌ساله در تیمی آماتور به نام دارفو بواریو کلید خورد. با رساندن این تیم به پلی‌آف سری ب ایتالیا و فتح کوپا ایتالیای سطح C، د زربی فرصت هدایت تیم‌های بزرگتری همچون پالرمو (تنها دو ماه) و بنونتو که در سری‌آ وضعیت خوبی نداشتند را کسب کرد. هرچند روبرتو در آن باشگاه‌ها عملکرد جالبی نداشت، اما با آمار جالب و گل‌زنی تیمش در اکثر بازی‌ها نشان داد که به سبک بازی‌ تهاجمی وفادار است.با وجود ناکامی سرمربی جوان جویای نام در ابقای بنونتو در سری آ، سران باشگاه ساسولو تصمیم گرفتند تا برای پروژه‌ی درازمدت‌شان به روبرتو د زربی اعتماد کنند. ایده‌پرداز جوان به خوبی از فرصت به دست آمده استفاده کرد و سبک بازی خاص و نوآورانه‌ی تهاجمی خود را در بالاترین سطح فوتبال اروپا به اجرا در آورد. عملکرد ویژه‌ی او باعث شد تا سران تیم‌های دیگر سری آ نیز بارها به استخدام وی علاقه نشان دهند. اما او انتخابی عجیب داشت و با باشگاهی در اوکراین قرارداد بست. همکاری روبرتو د زربی با باشگاه پرافتخار اوکراینی، همراه با تهاجم روسیه به خاک اوکراین و گسترش ناامنی در سرزمین کازاک‌ها قطع شد و این سرمربی ایتالیایی که از پیش مورد توجه مدیران و کادر فنی برایتون قرار داشت، با عزیمت پاتر به مقصد چلسی فرصت هدایت باشگاهی در لیگ برتر انگلیس را کسب کرد. در برایتون نیز د زربی به کامل کردن استراتژی‌ها و آزمودن روش‌های جدید ادامه داد. او همچنین باز هم رویکرد خود مبنتی بر حفظ مالکیت توپ و کنترل بازی را پیش گرفت.
او در نهایت همراه با جدایی از برایتون، راهی المپیک مارسی شد و اکنون هدایت تنها باشگاه فرانسه که فاتح لیگ قهرمانان اروپا شده را در اختیار دارد. 
1. ↑  «مروری بر تاکتیک‌های روبرتو د زربی در المپیک مارسی». باشگاه دانشجویان فوتبال. ۲۰۲۵-۰۲-۱۲. دریافت‌شده در ۲۰۲۵-۰۲-۱۲.